# Rudník (Myjava)
Rudník es un municipio del distrito de Myjava en la región de Trenčín, Eslovaquia. Tiene una población estimada, a inicios de 2022, de 825 habitantes.
Está situado al oeste de la región, cerca del río Myjava (afluente del río Morava, cuenca hidrográfica del Danubio) y de la frontera con la región de Trnava y la República Checa.

## Demografía
| Año        | 1994 | 2004     | 2014    | 2024    |
| ---------- | ---- | -------- | ------- | ------- |
| Población  | 872  | 728      | 798     | 838     |
| Diferencia |      | −16,51 % | +9,61 % | +5,01 % |

| Año        | 2023 | 2024    |
| ---------- | ---- | ------- |
| Población  | 845  | 838     |
| Diferencia |      | −0,82 % |